# Sử dụng hợp lý
Học thuyết sử dụng hợp lý (tiếng Anh: fair use) tại Hoa Kỳ dựa trên các tự do ngôn luận do Tu chính án số 1 của Hiến pháp Hoa Kỳ bảo vệ. Trong phạm vi của luật bản quyền Hoa Kỳ, học thuyết này cho phép trích dẫn hoặc sao chép các tư liệu của người khác đã đăng ký bản quyền một cách phi lợi nhuận mà không cần xin phép, trong tác phẩm của tác giả khác, theo cuộc thử nghiệm cân nhắc (balancing test) có bốn điều kiện. Thuật ngữ "sử dụng hợp lý" chỉ được sử dụng tại nước Mỹ; một nguyên tắc tương tự, xử sự hợp lý (fair dealing), tồn tại ở một số phạm vi khác mà sử dụng hệ thống luật tập tục. Luật nhãn hiệu Hoa Kỳ cũng có điều kiện "sử dụng hợp lý". Tuy điều kiện đó có tên giống, học thuyết đó thực sự khác hẳn với "sử dụng hợp lý" trong luật bản quyền.
Luật bản quyền tại Philippines cũng có học thuyết sử dụng hợp lý phần lớn hay tất cả dựa trên học thuyết được chấp nhận tại Hoa Kỳ.